# 1898 no beisebol
Esta é uma lista de eventos no mundo do beisebol durante o ano de 1898.

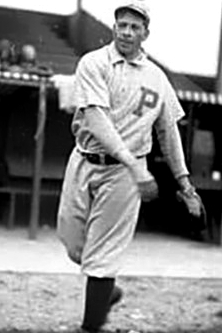
Bill Duggleby conseguiu um grand slam em sua primeira vez ao bastão em 21 de abril; feito só repetido em 2005.

## Campeões
- National League: Boston Beaneaters

## Grandes ligas de beisebol - times e aproveitamento

### National League
| Time                  | Vitórias | Derrotas |
| --------------------- | -------- | -------- |
| Boston Beaneaters     | 102      | 47       |
| Baltimore Orioles     | 96       | 53       |
| Cincinnati Reds       | 92       | 60       |
| Chicago Orphans       | 85       | 65       |
| Cleveland Spiders     | 81       | 68       |
| Philadelphia Phillies | 78       | 71       |
| New York Giants       | 77       | 73       |
| Pittsburgh Pirates    | 72       | 76       |
| Louisville Colonels   | 70       | 81       |
| Brooklyn Bridegrooms  | 54       | 91       |
| Washington Senators   | 51       | 101      |
| St. Louis Browns      | 39       | 111      |